# 八木尚志
八木 尚志（やぎ たかし, 1959年1月21日 - ）は明治大学教授（2009年 - 現在）、群馬大学名誉教授（2012年から）。
理論経済学、経済学史、経済システム分析を専門とし、資本理論研究およびスラッファ経済学の研究を基礎として、産業構造変動の分析と集計量分析の統合の方法の研究、また古典派経済学を中心に経済学史研究を行っている人物。
公認会計士試験試験委員、環太平洋産業連関分析学会会長（2020年 - 2022年）、日仏経済学会副会長（2017年 - 2023年）、同会長（2023年 - ）を歴任。
現在、Journal of Economic Structures, SpringerのEditor-in-chief、Review of Keynesian Economics, Edward ElgerのAssociate Editorなどを務めている。

## 経歴
群馬県太田市生まれ。
早稲田大学政治経済学部において西川潤教授、山川義雄教授の指導を受け、早稲田大学大学院政治経済学研究科において伊達邦春教授、柏崎利之輔教授の指導を受ける。
1993年10月、群馬大学社会情報学部専任講師に着任。助教授、教授を経て、2009年4月から明治大学政治経済学部専任教授。
1999～2000年にはケンブリッジ大学でG.C.Harcourt教授の下で、2003年にはピエロ・スラッファ・フェローシップによりローマ第３大学においてP.Garegnani教授の下で研究を行った。

## 著書
- 清水和巳・西川潤・八木尚志『社会科学を再構築する』（明石書店）
- 西村和雄・八木尚志『経済学ベーシックゼミナール』（実務教育出版）
- 八木尚志『基礎からステップ経済学』（実務教育出版）